# Tour Martini
La Tour Martini (Martinitoren en néerlandais) est une tour située sur la Grand-Place (Grote Markt) de Groningue.

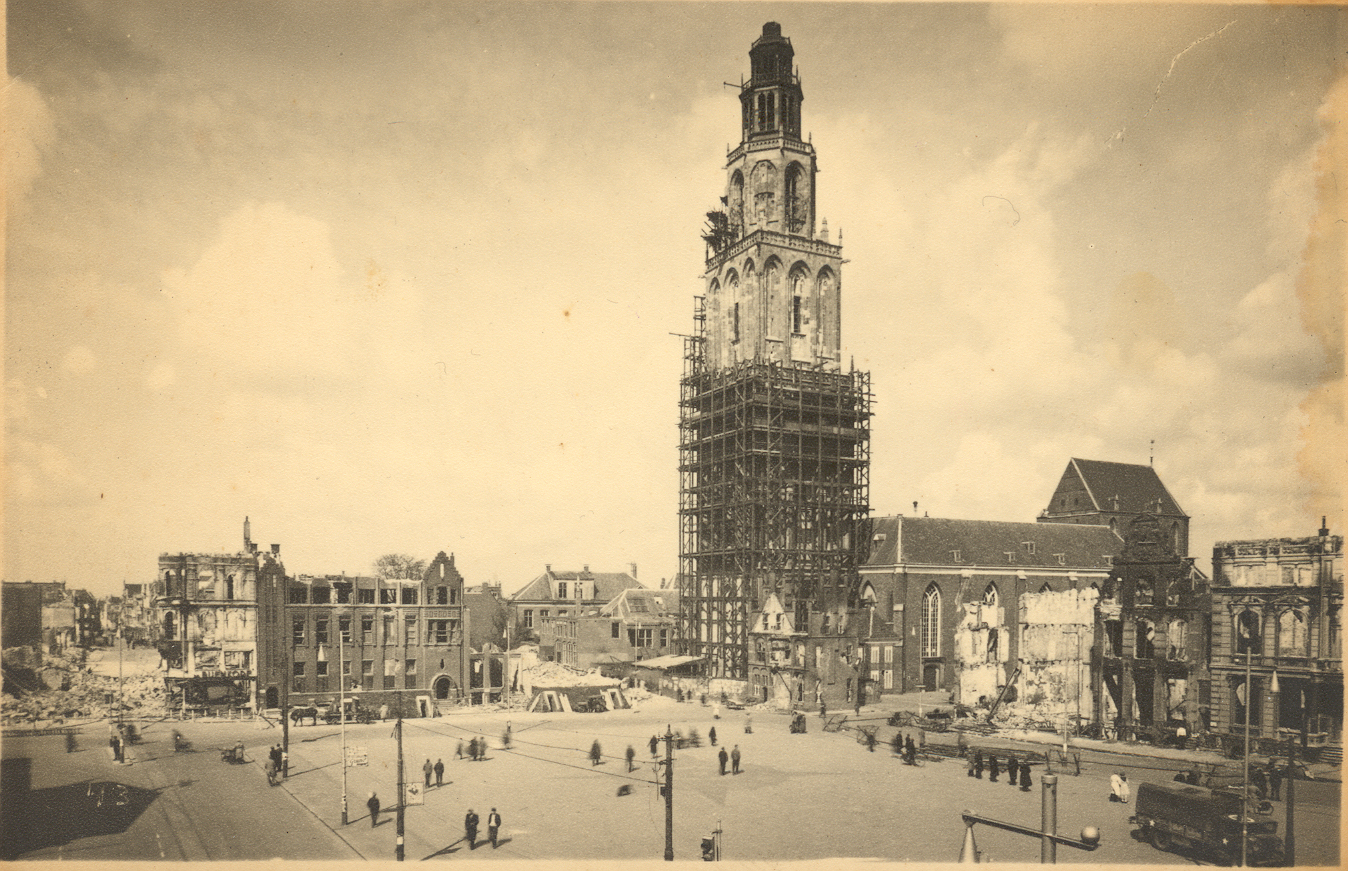
Martinitoren en 1945
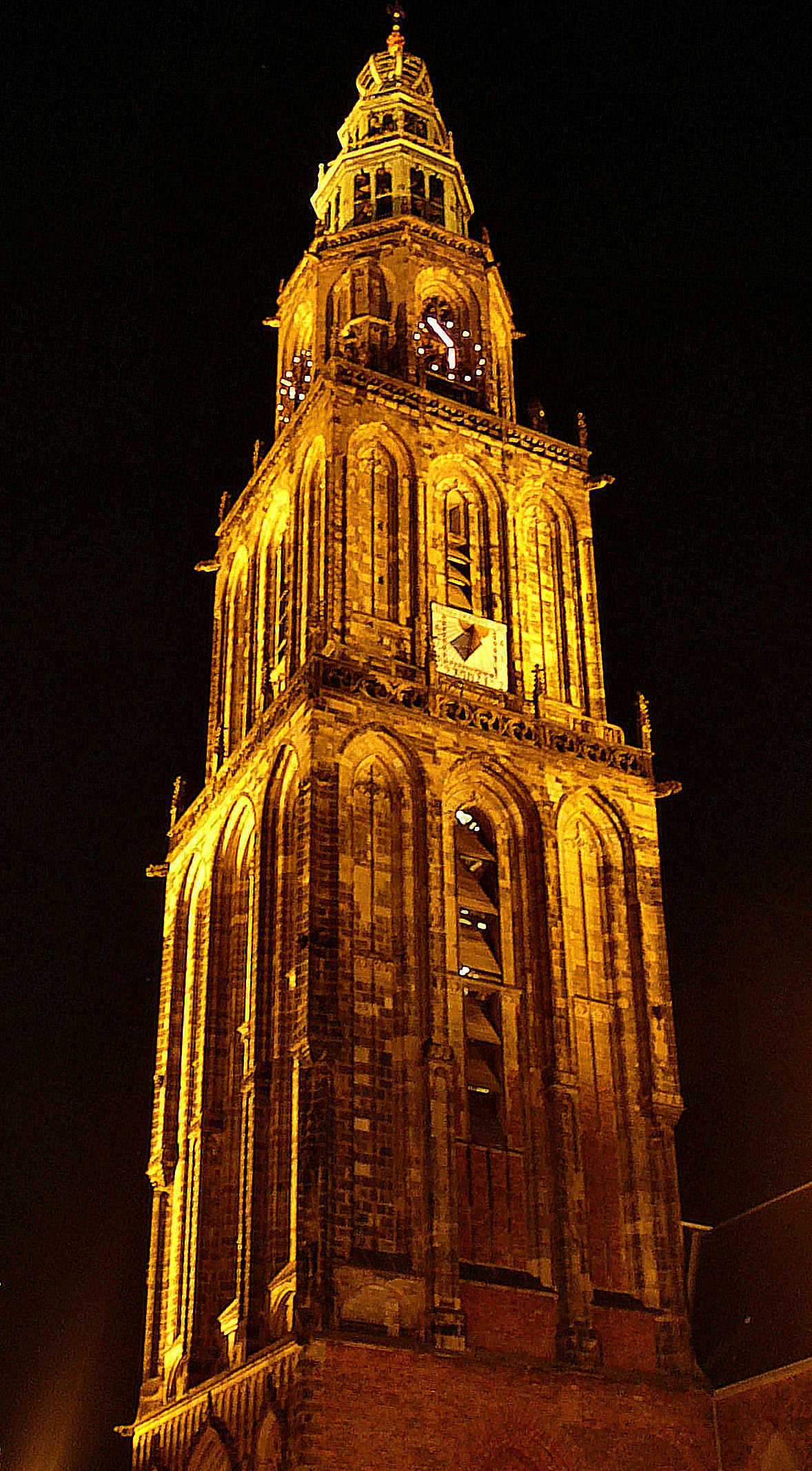
Martinitoren de nuit
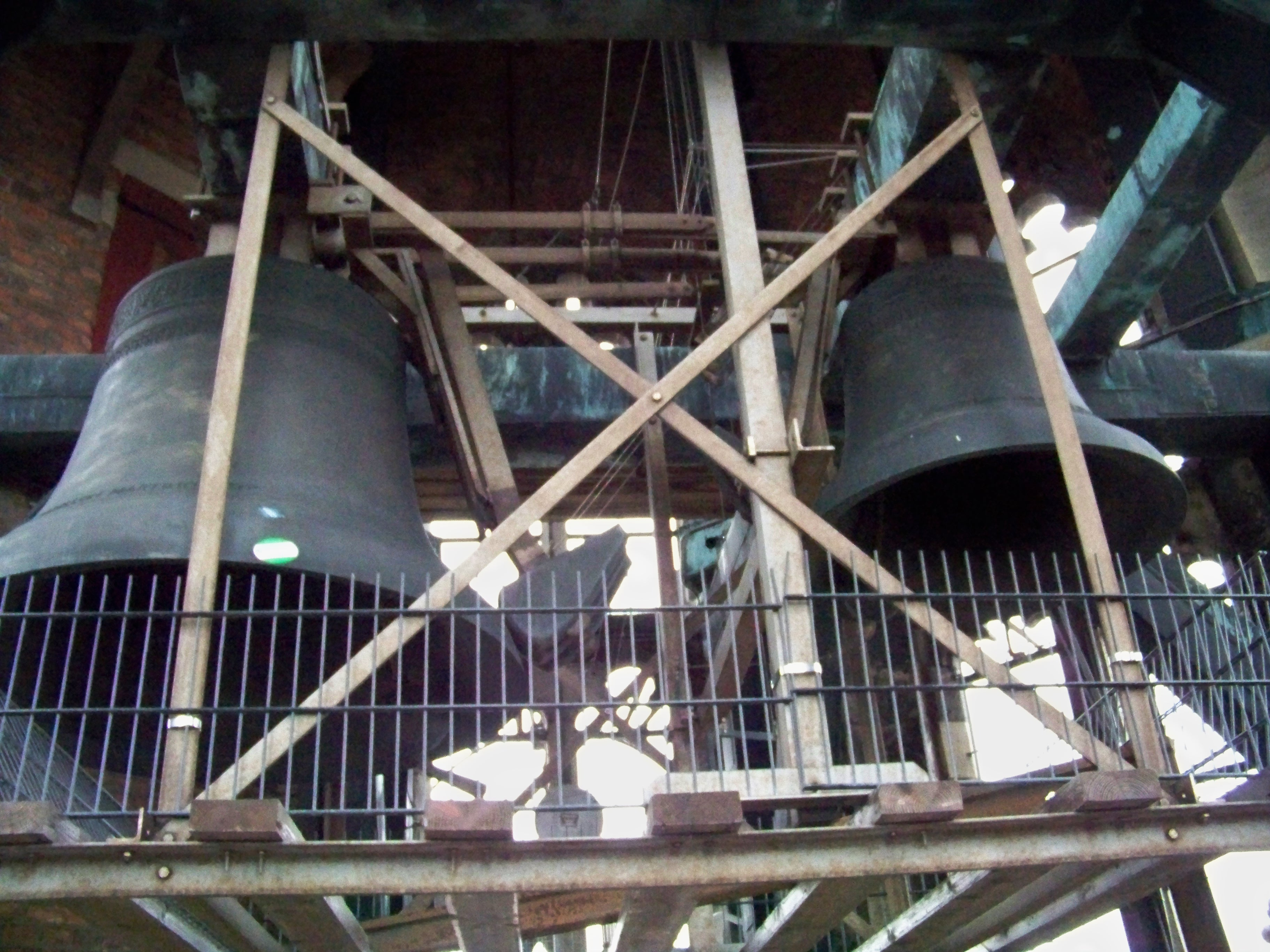
Cloches de la tour Martini